# Orto botanico di Amsterdam

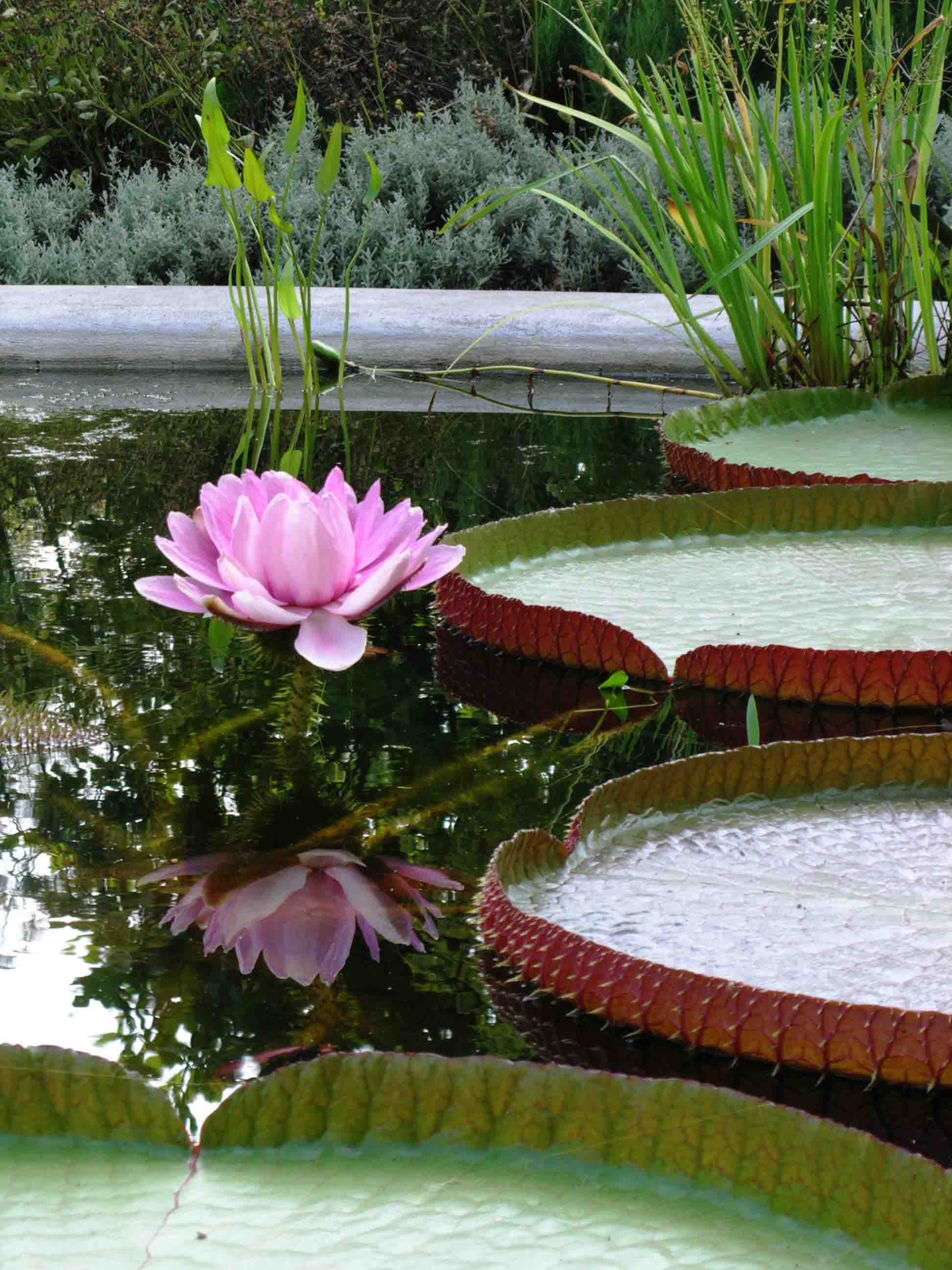
Una ninfea Victoria nell'Orto botanico di Amsterdam

L'Orto botanico di Amsterdam è un giardino botanico situato nella città di Amsterdam, nei Paesi Bassi. Uno dei più antichi al mondo, fu fondato nel 1638 dalla cittadinanza per fungere da giardino di erbe medicinali per medici e farmacisti. Contiene più di seimila alberi e piante tropicali ed indigene. La monumentale Palm House, realizzata nel 1911 dal progettista olandese Jo van der Mey, è nota per la sua collezione di cicadofite.
Recente aggiunta all'Orto, una serra di ingenti dimensioni che riproduce tre differenti climi tropicali.

## Storia
Nel 1682 il consiglio comunale di Amsterdam decise di costituire un nuovo orto botanico, che fu finanziato dai medici e dai farmacisti associati al Collegium Medicum ed al Collegium Chirurgicum. Furono nominati commissari Johan Huydecoper van Maarseveen, amministratore della VOC e borgomastro, e Jan Commelin, consigliere comunale, farmacista e mercante. Questi, tramite i loro contatti con proprietari immobiliari e collezionisti di piante sia nei Paesi Bassi che all'estero e col concorso delle navi della VOC e della WIC riuscirono a mettere insieme un gran numero di specie di piante medicinali, ornamentali e da serra, non solo locali, ma anche esotiche provenienti dall'Asia, dal Sudafrica e dal Sud America.
La collezione iniziale dell'orto botanico fu così costituita e questo non fu più semplicemente orto medico, adibito cioè alla coltivazione di piante con proprietà medicamentose, ma le piante e le sementi ottenute furono anche commerciate. Un'unica pianta di caffè, Coffea arabica, nella collezione dell'orto servì come madre di un'intera coltura del caffè nell'America centrale e meridionale.
Allo stesso modo, due piccole palme da olio portate in vasi dalla VOC da Mauritius, un'isola dell'oceano Indiano, produssero i semi dopo sei anni, e questi furono diffusi in tutto il Sud-est asiatico, diventando la principale fonte di rendita nelle Indie Orientali Olandesi ed ora nell'Indonesia.
La collezione di piante costituitasi nel XVII secolo fu anche documentata da un atlante, l'Atlante Moninckx, contenente 425 acquerelli di piante esotiche, e da un catalogo il Horti medici Amstelodamensis rariorum historia plantarum: descriptio et icones (Storia delle piante rare dell'orto botanico di Amsterdam: descrizione ed immagini) di Jan e Caspar Commelin.
Tra il 1885 ed il 1918 Hugo de Vries fu il direttore dell'Orto.